# Isobel Johnstone
Christian Isobel Johnstone (1781-1857) est une journaliste et écrivaine écossaise du XIXe siècle.
C'était une pionnière du féminisme et militante.
Avec son mari John Johnstone, elle fonde le Johnstone's Edinburgh Magazine un périodique libéral, qu'ils unissent, en 1834, au Tait's Edinburgh Magazine. Christian Johnstone écrit souvent pour le Tait's Edinburgh Magazine les années suivantes et devient « chef contributrice et directrice » sous la responsabilité directe du rédacteur en chef, William Tait (en). Christian Johnstone est la première femme à être rémunérée pour écrire dans un journal important de la période victorienne, à qui elle apporte « un ton simple et populaire ».